# Apterichtus equatorialis
Apterichtus equatorialis е вид лъчеперка от семейство Ophichthidae.

## Разпространение
Видът е разпространен в Гватемала, Еквадор, Колумбия, Коста Рика, Мексико, Никарагуа, Панама, Салвадор и Хондурас.